# Hilversums Wasmeer
Het Wasmeer, Klein Waschmeer of Hilversums Wasmeer is een heidemeer ten zuidzuidoosten van Hilversum in de Nederlandse provincie Noord-Holland. Niet te verwarren met het Laarder Wasmeer of Groot Waschmeer dat ten oosten van Hilversum ligt.
Het meertje was vroeger een schaapwas, het werd gebruikt om de schapen te wassen. Het ligt in een 234 ha groot gebied met veel bos, poelen en akkers. Door vervuiling en verrijking van de bodem dreigde de flora van de zure voedselarme bodem na het midden 20e eeuw verdrongen te worden. In 1995 werd er geplagd, de opslag werd verwijderd en het oprukkende bos werd teruggedrongen. Door de geschapen leefvoorwaarden kwamen het veenpluis en kleine zonnedauw terug. Bos en heideveldjes worden sindsdien begraasd door Charolais koeien en Schotse hooglanders.
Het Wasmeer is een onderdeel van de licht glooiende Gooise stuwwal uit de ijstijd. Het 'Wasmeer' zelf is niet toegankelijk, maar er is een overdekt uitkijkpunt dat uitzicht biedt op het meer. Panelen geven uitleg over de landdieren en vogels die hier veel te vinden zijn, evenals de vele soorten libellen. Het gebied is eigendom van het Goois Natuurreservaat.